# Centroclisis magnifica
Centroclisis magnifica är en insektsart som först beskrevs av Navás 1931.  Centroclisis magnifica ingår i släktet Centroclisis och familjen myrlejonsländor. Inga underarter finns listade i Catalogue of Life.